# Sandalodes scopifer
Sandalodes scopifer är en spindelart som först beskrevs av Karsch 1878.  Sandalodes scopifer ingår i släktet Sandalodes och familjen hoppspindlar. Inga underarter finns listade i Catalogue of Life.